# Pfaffenschnittchen

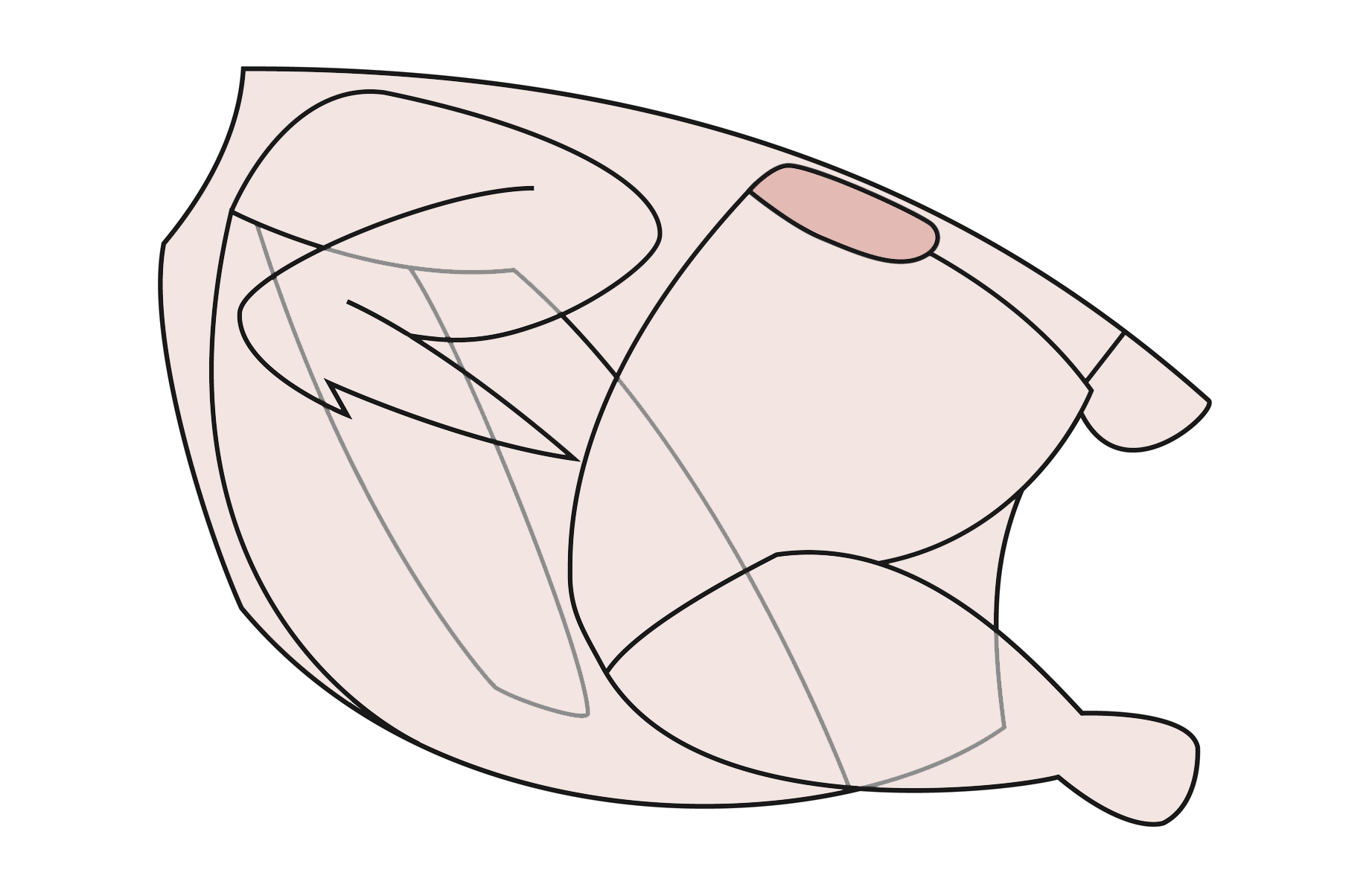
Position der Pfaffenschnittchen

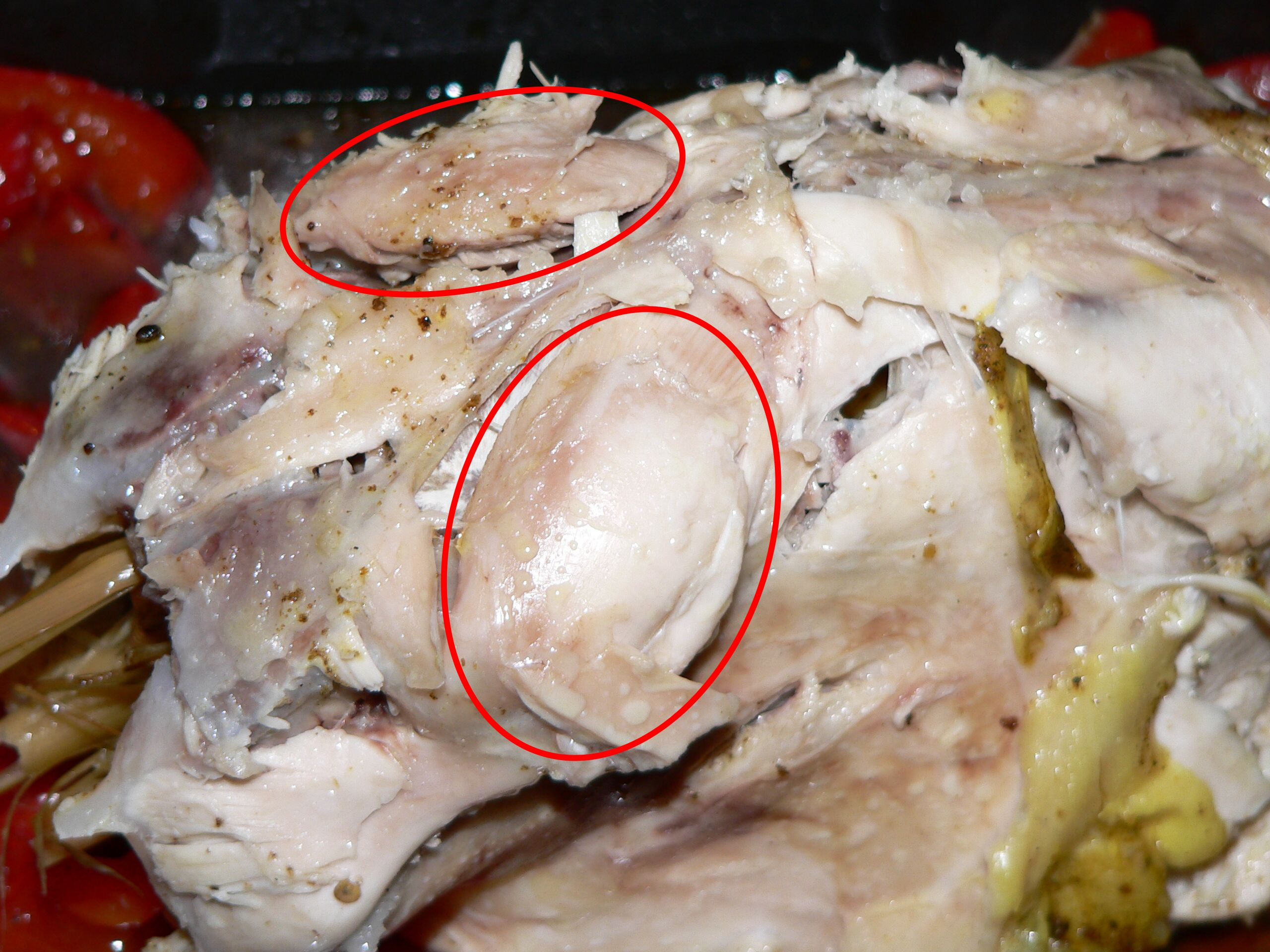
Gut erkennbare Pfaffenschnittchen bei einem gebratenen Huhn

Pfaffenschnittchen oder -stückchen, französisch Sot-l’y-laisse (etwa „[ein] Narr lässt es da[rin] liegen“), sind zwei kleine filetartige Fleischstücke vom Geflügel. Sie liegen unauffällig im hinteren Bereich des Rückens oberhalb der Keulen in Skelettmulden beidseits der Wirbelsäule. 
Das Pfaffenschnittchen unterscheidet sich von Brust- und Keulenfleisch durch seine dunklere Farbe, sein intensiveres Aroma und eine besonders zarte, saftige Konsistenz, die auch nach längerem Garen nicht verloren geht, so dass es sowohl kurzgebraten als auch geschmort werden kann. 
In der deutschen Küche lange Zeit in Vergessenheit geraten, gelten Pfaffenschnittchen in Frankreich, Belgien und Luxemburg als das beste Fleisch vom Huhn, aus dem eigene Gerichte zubereitet werden. Heute ist es auch in der deutschen Spitzengastronomie  – unter dem französischen Namen Sot-l’y-laisse – wieder verbreitet.
In Deutschland sind Pfaffenschnittchen allein kaum mehr erhältlich, jedoch sind sie in den preisgünstigen Rückenstücken vom Huhn enthalten, die zur Herstellung von Hühnerbrühe gedacht sind und meist nach dem Auskochen weggeworfen werden. Für eine Vorspeisenportion werden die Filets aus etwa drei bis vier Rückenstücken benötigt.